# كيني هولمز
كيني هولمز (بالإنجليزية: Kenny Holmes)‏ هو لاعب كرة قدم أمريكية أمريكي، ولد في 24 أكتوبر 1973 في غيفورد ‏ في الولايات المتحدة.

## وصلات خارجية
- كيني هولمز على موقع مرجع كرة القدم المحترفة.كوم (الإنجليزية)